# Nuoto ai XVIII Giochi del Mediterraneo - 200 metri rana femminili
La gara dei 200 metri rana femminili dei XVIII Giochi del Mediterraneo si è svolta il 23 giugno 2018. Al mattino si sono svolte le batterie, mentre la finale si è disputata nel pomeriggio.

## Podio
| Pos. | Atleta                  | Nazione |
| ---- | ----------------------- | ------- |
|      | Jessica Vall            | Spagna  |
|      | Marina García Urzainqui | Spagna  |
|      | Viktoriya Zeynep Güneş  | Turchia |

## Record
Prima della manifestazione il record del mondo (RM) e il record dei Giochi del Mediterraneo (RG) erano i seguenti.
|  | 2'19"11 | Rikke Møller Pedersen | 1º agosto 2013 Barcellona |
|  | 2'26"41 | Coralie Dobral        | 29 giugno 2009 Pescara    |

Durante la competizione è stato migliorato il seguente record:
|  | 2'25"22 | Jessica Vall |

## Risultati

### Batterie
| Pos. | Batteria | Corsia | Atleta                  | Nazionalità          | Tempo   | Note |
| ---- | -------- | ------ | ----------------------- | -------------------- | ------- | ---- |
| 1    | 2        | 4      | Jessica Vall            | Spagna               | 2'26"69 | Q    |
| 2    | 1        | 4      | Marina García Urzainqui | Spagna               | 2'26"88 | Q    |
| 3    | 2        | 6      | Viktoriya Zeynep Güneş  | Turchia              | 2'28"80 | Q    |
| 4    | 2        | 5      | Francesca Fangio        | Italia               | 2'30"29 | Q    |
| 5    | 2        | 3      | Tjaša Vozel             | Slovenia             | 2'31"30 | Q    |
| 6    | 1        | 3      | Raquel Gomes Pereira    | Portogallo           | 2'31"58 | Q    |
| 7    | 1        | 5      | Martina Carraro         | Italia               | 2'31"68 | Q    |
| 8    | 2        | 2      | Tina Čelik              | Slovenia             | 2'35"48 | Q    |
| 9    | 1        | 6      | Emina Pašukan           | Bosnia ed Erzegovina | 2'35"80 |      |

### Finale
| Pos. | Corsia | Atleta                  | Nazionalità | Tempo   | Note |
| ---- | ------ | ----------------------- | ----------- | ------- | ---- |
|      | 4      | Jessica Vall            | Spagna      | 2'25"22 |      |
|      | 5      | Marina García Urzainqui | Spagna      | 2'25"39 |      |
|      | 3      | Viktoriya Zeynep Güneş  | Turchia     | 2'26"92 |      |
| 4    | 6      | Francesca Fangio        | Italia      | 2'29"01 |      |
| 5    | 7      | Raquel Gomes Pereira    | Portogallo  | 2'29"57 |      |
| 6    | 1      | Martina Carraro         | Italia      | 2'29"62 |      |
| 7    | 2      | Tjaša Vozel             | Slovenia    | 2'29"88 |      |
| 8    | 8      | Tina Čelik              | Slovenia    | 2'37"43 |      |